# Corydoras weitzmani
Corydoras weitzmani es una especie de pez de la familia Callichthyidae en el orden de los Siluriformes.

## Distribución geográfica
Se encuentran en Sudamérica: cuenca occidental del río Amazonas.